# Funicolare di Bom Jesus
La funicolare di Bom Jesus (in portoghese elevador do Bom Jesus) è una linea di trasporto funicolare della città di Braga, in Portogallo.

## Dati tecnici
La funicolare è stata costruita nel 1882 su un progetto di Raoul Mesnier de Ponsard ed è la più antica della penisola iberica e la più vecchia al mondo tuttora in funzione. È inoltre una delle poche ad utilizzare l'acqua come energia motrice: i veicoli sono dotati di serbatoi i quali, riempiti o svuotati, ne variano il peso e conseguentemente l'equilibrio fra essi, generando così il movimento.
È costituita da due cabine unite da un cavo che scorre lungo una puleggia posizionata a monte in maniera che una sale e l'altra scende allo stesso tempo. La linea è costituita da due binari.
La velocità massima è di 1,8 metri al secondo.
Ogni cabina può trasportare 38 passeggeri.
La lunghezza della linea è di 274 metri, con un dislivello di 116 metri, corrispondente a un gradiente del 42%.